# Чероно, Мерси
Мерси Чероно — кенийская легкоатлетка, которая специализируется в беге на длинные дистанции. Чемпионка мира по кроссу 2010 года среди юниоров. На чемпионате мира 2011 года заняла 5-е место на дистанции 5000 метров. Победительница кросса Cross Internacional de Venta de Baños 2012 года. Двукратная чемпионка мира по лёгкой атлетике среди юниоров на дистанции 3000 метров (2008, 2010), среребряный призёр на дистанции 5000 метров (2010). Победительница Игр одружетва среди юниоров 2008 года и чемпионка Африки среди юниоров 2009 года на дистанции 3000 метров.
26 апреля 2014 года на чемпионате Кении в составе эстафетной команды 4×1500 метров установила мировой рекорд.

## Достижения
Бриллиантовая лига
- 2014:  Shanghai Golden Grand Prix — 8.21,14